# الکس رو
الکس رو (انگلیسی: Alex Roe؛ زادهٔ ۹ مهٔ ۱۹۹۰) هنرپیشه اهل انگلستان است. وی از سال ۲۰۰۰ میلادی تاکنون مشغول فعالیت بوده‌است.
از فیلم‌ها یا برنامه‌های تلویزیونی که وی در آن نقش داشته‌است می‌توان به موج پنجم، حلقه‌ها، سایرن، و عشقم برای همیشه اشاره کرد.